# Suzhou (Fluss)
Der Suzhou He (chinesisch 蘇州河 / 苏州河, Pinyin Sūzhōu Hé, W.-G. Su-chou-ho, englisch Suzhou River), auch als Wusong Jiang (吳淞江 / 吴淞江,  Wúsōng Jiāng, englisch Wusong River) bekannt, ist ein Fluss im Osten Chinas, der durch das Stadtzentrum von Shanghai fließt.
Er ist nach der Stadt Suzhou in der Nachbarprovinz Jiangsu benannt, die vor dem wirtschaftlichen Aufstieg Shanghais die wichtigste Stadt in diesem Teil Chinas war. Er war seit den 1920er Jahren als der schmutzigste Fluss in China bekannt.
Der Suzhou ist einer der Abflüsse des Tai Hus, der drittgrößte Süßwassersee Chinas, und hat eine Länge von 125 km, von denen sich 54 km innerhalb des Verwaltungsgebietes Shanghai und 24 km im eigentlichen Stadtgebiet befinden. Der Fluss mündet am Nordende des Bund in den Huangpu Jiang.

## Trivia
In dem chinesischen Film Suzhou River des Regisseurs Lou Ye sind der Fluss und die Stadt Shanghai zentrales Motiv einer tragischen Liebesgeschichte.